# コルフ (仮装巡洋艦)
| 客船時代の「コルフ」。           |                                                                                       |
| 艦歴                             |                                                                                       |
| 建造                             | アレクサンダー・スティーブン＆サンズ社（イギリス、グラスゴー）                        |
| 起工                             | 1930年9月                                                                             |
| 進水                             | 1931年5月                                                                             |
| 就役                             | 貨客船：1931年9月26日 徴用時：1939年11月                                              |
| 除籍                             | 1947年に徴用を解除しP&O社に返還。1949年より香港航路に戻る。                           |
| その後                           | 1961年に売却されて日本の大阪で解体処分。                                              |
| 性能諸元（仮装巡洋艦時代のもの） |                                                                                       |
| 排水量                           | 常備：14,293トン 満載：-トン                                                          |
| 全長                             | 165.5m                                                                                |
| 水線長                           | 159.2m                                                                                |
| 全幅                             | 21.76m                                                                                |
| 吃水                             | 8.96m                                                                                 |
| 機関                             | 形式不明重油専焼水管缶6基 +パーソンズ式ギヤード・タービン2基2軸推進                   |
| 最大出力                         | 14,000hp                                                                              |
| 最大速力                         | 19.8ノット                                                                            |
| 航続距離                         | -ノット/-海里                                                                         |
| 燃料                             | 重油：1,380トン                                                                       |
| 乗客                             | 一党客室：177名 二等客室：214名                                                       |
| 兵装（1939年）                   | Mark VII 15.2cm（45口径）単装速射砲8基 7.62cm（40口径）単装高角砲2基                  |
| 兵装（1943年）                   | Mark XII 15.2cm（45口径）単装速射砲9基 10.2cm（45口径）連装高角砲2基 20mm単装機銃19基 |
| 航空兵装                         | カタパルト：1基 水上機：1機                                                           |

コルフ（Armed Merchant Cruiser HMS Corfu）は第二次世界大戦中にイギリス海軍が就役させた仮装巡洋艦である。コーフーと表記する資料もある。

## 概要
元来、本船はイギリスのP&O社が発注し、1931年9月に竣工、10月からロンドン～香港航路用に就役させた貨客船である。最大速力19.8ノットという商船にしては高速力の発揮が可能であったことから、第二次世界大戦時の1939年にイギリス海軍に徴用され、仮装巡洋艦に改装された。改装はAlex Stephens社Linthouse造船所で行われた。

## 艦形

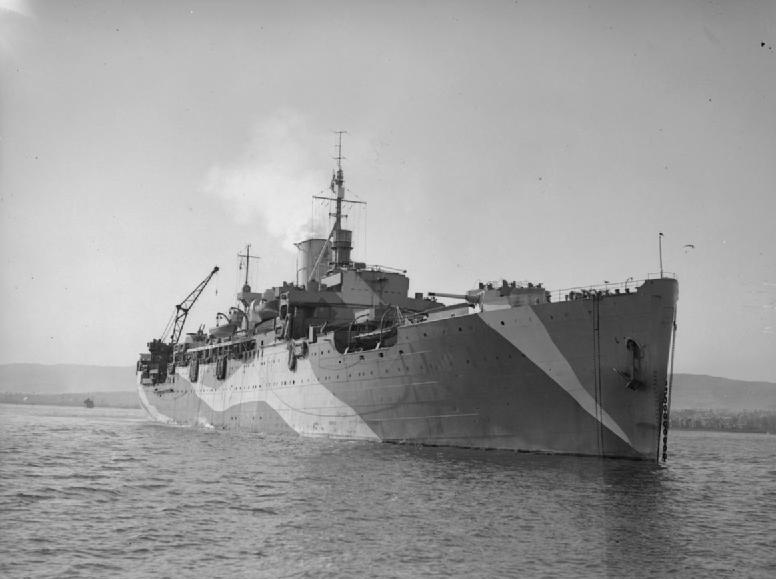
1943年に撮られた仮装巡洋艦時代の「コルフ」。煙突は1本に減少した。

本艦は垂直に切り立った艦首に、乾舷の高い船首楼と艦尾楼を持つ船体上に船橋（ブリッジ）を載せた上部構造物と2本煙突を持つ典型的な商船型であった。前後の甲板上にマスト1本が計2本と4か所のデリック・クレーンを持っていた。イギリス海軍に徴用後は商船時代のマストや荷役機器等は撤去され、外観が大きく変化した。外観上の特徴であった2本煙突についても、後部の煙突は外観を整えるためのダミーファンネルであったため撤去され、1本煙突となった。

## 武装
非武装の貨客船を軍艦として使用するため、改装により武装が施された。その際武装のほとんどは軍縮条約で解体処分された軽巡洋艦のものが流用された。

### 主砲
主砲はMk XII 1913年型 15.2cm（45口径）速射砲を採用した。その性能は、重量45.36kgの砲弾を仰角15度で発射した場合射程は13,085mであった。砲架は単装砲架であった。俯仰角は仰角20度・俯角7度で、左右方向には150度の射界を有していたが、実際は上部構造物により射界の制限を受けた。砲の旋回・砲身の上下、砲弾の装填の動力は人力で行われた。発射速度は毎分5～7発である。

### 備砲、水雷兵装
他に対空火器として1910年型 Mark I 7.62cm（40口径）高角砲を採用し、単装砲架で搭載している。その性能は、5.67kgの砲弾を仰角45度で発射した場合射高9,970m、最大仰角90度で発射した場合射高7,160mであった。砲身の俯仰は仰角90度・俯角10度で、左右方向には180度旋回できたが、実際には上部構造物により射界に制限を受けた。発射速度は毎分12～14発であった。
水雷兵装として、53.3cm水中魚雷発射管を片舷1基ずつ計2基装備した。

### 就役後の武装転換
就役後の1943年に主砲の15.2cm速射砲8基を撤去し、仰角を30度まで引き上げた新型砲架のMark XII型に更新、これを単装砲架で9基を搭載した。また、旧式だった7.6cm高角砲はMark V 10.2cm（45口径）高角砲に換装された。その性能は14.6kgの砲弾を仰角44度で15,020m、最大仰角80度で9,450mの高度まで到達できた。砲架は左右方向に150度旋回でき、俯仰は仰角80度、俯角5度で発射速度は毎分10～15発だった。これを連装砲架で2基を搭載した。
他に近接火器としてヴィッカース 4cm（39口径）ポンポン砲を単装砲架で4基、エリコン 2cm（76口径）機関砲を単装砲架で19基追加した。

## 艦歴

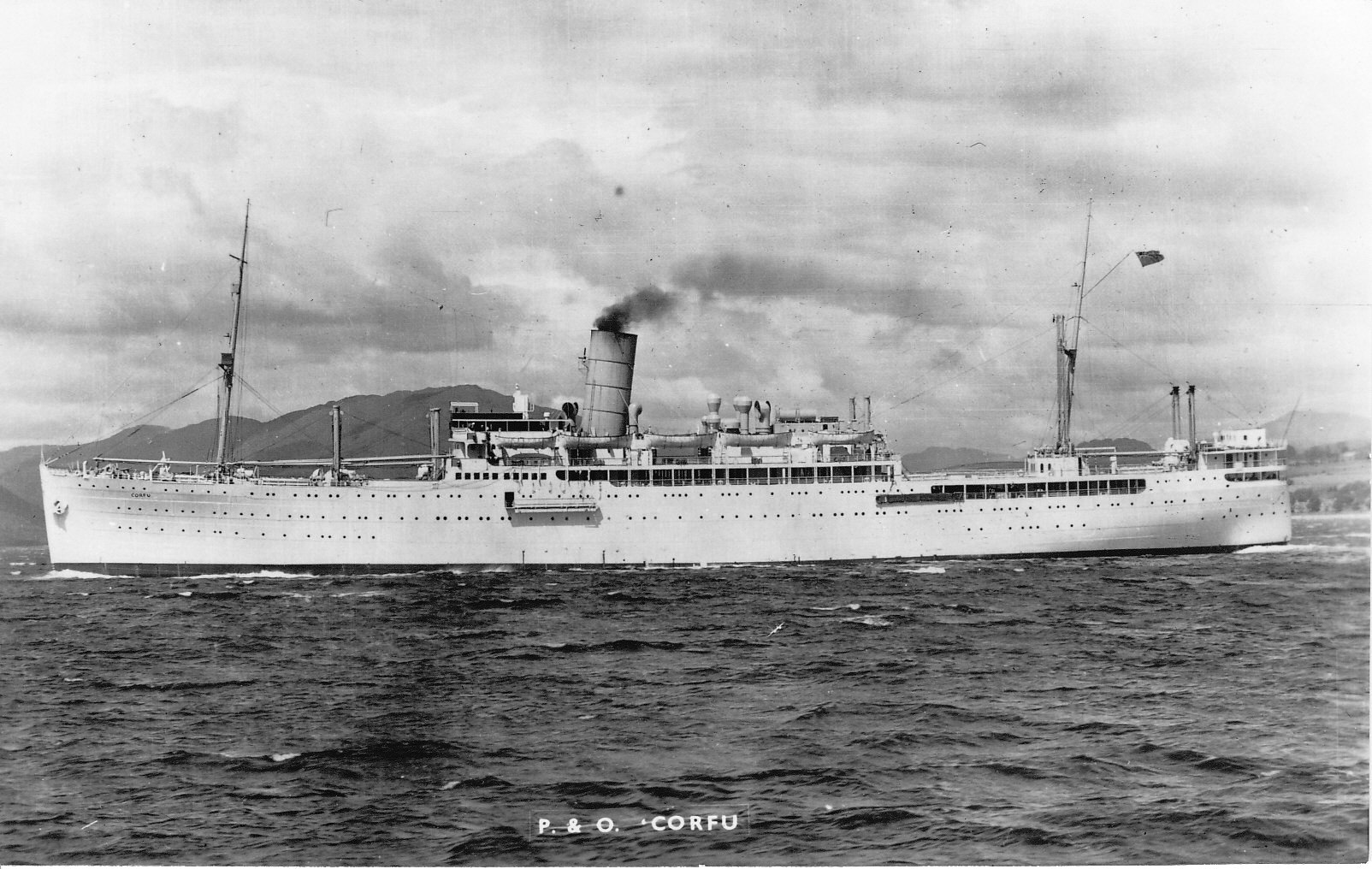
貨客船へと復帰した「コルフ」。煙突の本数は1本のままである

仮装巡洋艦へと改装後、1940年7月に、大西洋のアフリカ西方で英空母ハーミーズと衝突し、艦首を大破している。シエラレオネで修理を行い、1941年初頭に復帰、その後1944年2月まで仮装巡洋艦として勤め上げた。その後は兵員輸送船として運用され、1947年にイギリス海軍より徴用を解除された。P&O社に復帰後は貨客船への復帰工事が行われ、1949年から1961年まで老朽化するまで極東航路で運航した。1961年10月7日に解体業者に売却され、日本の大阪で解体された。

## 参考図書
- 「Conway All The World's Fightingships 1922-1946」（Conway）
- 「世界の艦船 増刊第46集　イギリス巡洋艦史」（海人社）
- 「NF文庫 特設巡洋艦 砲艦入門」（光人社、大内健二）

## 関連リンク
- Armed Merchant Cruiser HMS Corfu (F 86)仮装巡洋艦「コルフ」のスペックがあるページ。
- ss CORFU貨客船時代の「コルフ」の資料があるページ。